# 黒須竜太郎

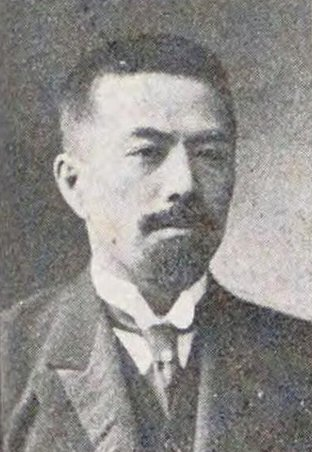
黒須竜太郎

黒須 竜太郎（くろす りゅうたろう、慶応4年6月28日（1868年8月16日） – 昭和26年（1951年）8月10日）は、衆議院議員（立憲国民党→立憲同志会→憲政会）、弁護士。

## 経歴
武蔵国足立郡瓦葺村（現在の埼玉県上尾市）出身。1886年（明治19年）、埼玉県師範学校を卒業し、小学校の校長となった。小学校を辞して東京に出て、1888年（明治21年）から英吉利法律学校（現在の中央大学）と東京英語学校に学んだが、在学中の1891年（明治24年）に弁護士試験に合格し、東京で開業した。1902年（明治35年）、東京弁護士会副会長に選任。
1903年（明治36年）、芝区会議員に選出され、後に区会議長となった。1908年（明治41年）、市会議員に選ばれ、副議長、市参事会員を歴任した。
1912年（明治45年）、第11回衆議院議員総選挙に出馬し、当選。3回連続当選を果たした。立憲同志会の創設に尽力し、同志会が憲政会に改称すると引き続き所属した。しかし普通選挙の実現を唱えて時期尚早とする党と対立し、離党した。
関東大震災後には土地区画整理委員を務めた。